# Copa de l'Emperador

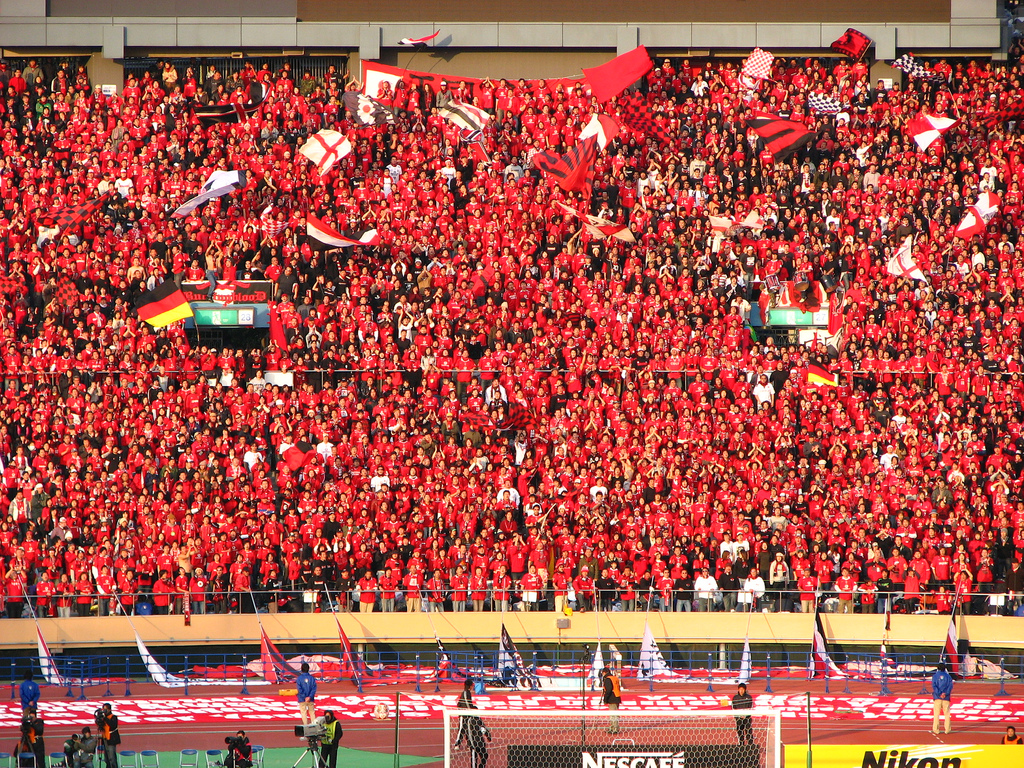
Urawa Red Diamonds vs. Gamba Osaka, 1 de gener, 2007

La Copa de l'Emperador (Tennōhai Zen Nippon Sakkaa Senshuken Taikai, en català Torneig Campionat de Futbol Copa de l'Emperador de Tot el Japó) és una competició futbolística del Japó. Estrenat el 1921, és la competició amb més llarga tradició del Japó.
Abans de la Segona Guerra Mundial també hi podien prendre part clubs de Corea, Taiwan i Manxúria, quan aquests territoris estigueren governats Pel Japó. Hi poden participar tots els clubs afiliats a la Federació, tant de la J. League, com de categories inferiors. Des del 1969, la final es disputa el Dia d'Any Nou a l'Estadi Olímpic de Tòquio.

## Historial
| Any     | Campió                                                        | Resultat                                                      | Finalista                                                     | Seu                                                           | Equips                                                        |
| ------- | ------------------------------------------------------------- | ------------------------------------------------------------- | ------------------------------------------------------------- | ------------------------------------------------------------- | ------------------------------------------------------------- |
| 1921    | Tokyo Shukyu-dan                                              | 1 - 0                                                         | Mikage Shukyu-dan (Kobe)                                      | Hibiya Ground                                                 | 4                                                             |
| 1922    | Nagoya Shukyu-dan                                             | 1 - 0                                                         | Hiroshima Koto-shihan                                         | Toshima-shihan Ground                                         | 4                                                             |
| 1923    | Astra Club (Tòquio)                                           | 2 - 1                                                         | Nagoya Shukyu-dan                                             | Tokyo Koto-shihan Ground                                      | 4                                                             |
| 1924    | Ri-jo Club (Hiroshima)                                        | 1 - 0                                                         | All Mikage Shihan Club (Kobe)                                 | Meiji-Jingu Stadium                                           | 4                                                             |
| 1925    | Ri-jo Shukyu-dan (Hiroshima)                                  | 3 - 0                                                         | Imperial University of Tòquio                                 | Meiji-Jingu Stadium                                           | 6                                                             |
| 1926    | Cancel·lat per la mort de l'Emperador Taishō                  | Cancel·lat per la mort de l'Emperador Taishō                  | Cancel·lat per la mort de l'Emperador Taishō                  | Cancel·lat per la mort de l'Emperador Taishō                  | Cancel·lat per la mort de l'Emperador Taishō                  |
| 1927    | Kobe-Ichi Junior High School Club                             | 2 - 0                                                         | Ri-jo Club (Hiroshima)                                        | Meiji-Jingu Stadium                                           | 8                                                             |
| 1928    | Waseda University WMW                                         | 6 - 1                                                         | Imperial University of Kyoto                                  | Meiji-Jingu Stadium                                           | 7                                                             |
| 1929    | Kwangaku Club                                                 | 3 - 0                                                         | Hosei University                                              | Meiji-Jingu Stadium                                           | 8                                                             |
| 1930    | Kwangaku Club                                                 | 3 - 0                                                         | Keio BRB                                                      | Koshien-minami Ground                                         | 4                                                             |
| 1931    | Imperial Univ. of Tokyo LB                                    | 3 - 0                                                         | Kobun Jr. Highschool (Taiwan)                                 | Meiji-Jingu Stadium                                           | 7                                                             |
| 1932    | Keio Club                                                     | 5 - 1                                                         | Yoshino Club (Aichi)                                          | Koshien-minami Ground                                         | 3                                                             |
| 1933    | Tokyo Old Boys Club                                           | 4 - 1                                                         | Sendai Soccer Club                                            | Meiji-Jingu Stadium                                           | 8                                                             |
| 1934    | Cancel·lat per la disputa dels Jocs de l'Est asiàtic a Manila | Cancel·lat per la disputa dels Jocs de l'Est asiàtic a Manila | Cancel·lat per la disputa dels Jocs de l'Est asiàtic a Manila | Cancel·lat per la disputa dels Jocs de l'Est asiàtic a Manila | Cancel·lat per la disputa dels Jocs de l'Est asiàtic a Manila |
| 1935    | Seoul Shukyu-dan                                              | 6 - 1                                                         | Tokyo Bunri University                                        | Meiji-Jingu Stadium                                           | 6                                                             |
| 1936    | Keio BRB                                                      | 3 - 2                                                         | Poseung College (Seül)                                        | Army Toyama Ground                                            | 5                                                             |
| 1937    | Keio University                                               | 3 - 0                                                         | Kobe University of Commerce                                   | Meiji-Jingu Stadium                                           | 4                                                             |
| 1938    | Waseda University                                             | 4 - 1                                                         | Keio University                                               | Meiji-Jingu Stadium                                           | 5                                                             |
| 1939    | Keio BRB                                                      | 3 - 2                                                         | Waseda University                                             | Meiji-Jingu Stadium                                           | 8                                                             |
| 1940    | Keio BRB                                                      | 1 - 0                                                         | Waseda University WMW                                         | Meiji-Jingu Stadium                                           | 8                                                             |
| 1941~45 | Suspès per la Segona Guerra Mundial                           | Suspès per la Segona Guerra Mundial                           | Suspès per la Segona Guerra Mundial                           | Suspès per la Segona Guerra Mundial                           | Suspès per la Segona Guerra Mundial                           |
| 1946    | University of Tokyo LB                                        | 3 - 2                                                         | Kobe University of Economics                                  | Tokyo Imperial Univ. Gotenshita Stadium                       | 12                                                            |
| 1947~48 | Cancel·lat per la post-guerra                                 | Cancel·lat per la post-guerra                                 | Cancel·lat per la post-guerra                                 | Cancel·lat per la post-guerra                                 | Cancel·lat per la post-guerra                                 |
| 1949    | University of Tokyo LB                                        | 3 - 2                                                         | Kwangaku Club                                                 | Waseda Univ. Higashifushimi Ground                            | 5                                                             |
| 1950    | All Kwangaku                                                  | 6 - 1                                                         | Keio University                                               | Kariya City Stadium                                           | 16                                                            |
| 1951    | Keio BRB                                                      | 3 - 2                                                         | Osaka Club                                                    | Miyagino Soccer Stadium (Sendai)                              | 14                                                            |
| 1952    | All Keio                                                      | 6 - 2                                                         | Osaka Club                                                    | Fujieda Higashi High School                                   | 16                                                            |
| 1953    | All Kwangaku                                                  | 5 - 4 (pr.)                                                   | Osaka Club                                                    | Nishikyogoku Ground                                           | 16                                                            |
| 1954    | Keio BRB                                                      | 5 - 3                                                         | Toyo Industries                                               | Yamanashi prefectual Stadium (Kofu)                           | 16                                                            |
| 1955    | All Kwangaku                                                  | 4 - 2                                                         | Chuo University Club                                          | Nishinomiya Stadium                                           | 16                                                            |
| 1956    | Keio BRB                                                      | 4 - 2                                                         | Yawata Steel                                                  | Omiya Athletic Stadium                                        | 16                                                            |
| 1957    | Chuo University Club                                          | 1 - 0                                                         | Toyo Industries                                               | Kokutaiji High School (Hiroshima)                             | 16                                                            |
| 1958    | Kwangaku Club                                                 | 1 - 0                                                         | Yawata Steel                                                  | Fujieda Higashi High School                                   | 16                                                            |
| 1959    | Kwangaku Club                                                 | 1 - 0                                                         | Chuo University                                               | Koishikawa Soccer Stadium                                     | 16                                                            |
| 1960    | Furukawa Electric FC                                          | 4 - 0                                                         | Keio BRB                                                      | Osaka Utsubo Soccer Stadium                                   | 16                                                            |
| 1961    | Furukawa Electric FC                                          | 3 - 2                                                         | Chuo University                                               | Fujieda Higashi High School                                   | 16                                                            |
| 1962    | Chuo University                                               | 2 - 1                                                         | Furukawa Electric FC                                          | Kyoto Nishikyogoku Stadium                                    | 16                                                            |
| 1963    | Waseda University                                             | 2 - 1                                                         | Hitachi Ltd.                                                  | Kobe Oji Stadium                                              | 7                                                             |
| 1964    | Yawata Steel (compartit)                                      | 0 - 0 (pr.)                                                   | Furukawa Electric FC (compartit)                              | Kobe Oji Stadium                                              | 10                                                            |
| 1965    | Toyo Industries                                               | 3 - 2                                                         | Yawata Steel                                                  | Tokyo Komazawa Stadium                                        | 8                                                             |
| 1966    | Waseda University                                             | 3 - 2 (pr.)                                                   | Toyo Industries                                               | Tokyo Komazawa Stadium                                        | 8                                                             |
| 1967    | Toyo Industries                                               | 1 - 0                                                         | Mitsubishi Heavy Industries                                   | Estadi Olímpic de Tòquio                                      | 8                                                             |
| 1968    | Yanmar Diesel                                                 | 1 - 0                                                         | Mitsubishi Heavy Industries                                   | Estadi Olímpic de Tòquio                                      | 8                                                             |
| 1969    | Toyo Industries                                               | 4 - 1                                                         | Rikkyo University                                             | Estadi Olímpic de Tòquio                                      | 8                                                             |
| 1970    | Yanmar Diesel                                                 | 2 - 1 (pr.)                                                   | Toyo Industries                                               | Estadi Olímpic de Tòquio                                      | 8                                                             |
| 1971    | Mitsubishi Heavy Industries                                   | 3 - 1                                                         | Yanmar Diesel                                                 | Estadi Olímpic de Tòquio                                      | 8                                                             |
| 1972    | Hitachi Ltd.                                                  | 2 - 1                                                         | Yanmar Diesel                                                 | Estadi Olímpic de Tòquio                                      | 75                                                            |
| 1973    | Mitsubishi Heavy Industries                                   | 2 - 1                                                         | Hitachi Ltd.                                                  | Estadi Olímpic de Tòquio                                      | 807                                                           |
| 1974    | Yanmar Diesel                                                 | 2 - 1                                                         | Eidai Industries                                              | Estadi Olímpic de Tòquio                                      | 1105                                                          |
| 1975    | Hitachi Ltd.                                                  | 2 - 0                                                         | Fujita Industries                                             | Estadi Olímpic de Tòquio                                      | 1298                                                          |
| 1976    | Furukawa Electric FC                                          | 4 - 1                                                         | Yanmar Diesel                                                 | Estadi Olímpic de Tòquio                                      | 1358                                                          |
| 1977    | Fujita Industries                                             | 4 - 1                                                         | Yanmar Diesel                                                 | Estadi Olímpic de Tòquio                                      | 1421                                                          |
| 1978    | Mitsubishi Heavy Industries                                   | 1 - 0                                                         | Toyo Industries                                               | Estadi Olímpic de Tòquio                                      | 1481                                                          |
| 1979    | Fujita Industries                                             | 2 - 1                                                         | Mitsubishi Heavy Industries                                   | Estadi Olímpic de Tòquio                                      | 1494                                                          |
| 1980    | Mitsubishi Heavy Industries                                   | 1 - 0                                                         | Tanabe Medicine                                               | Estadi Olímpic de Tòquio                                      | 1474                                                          |
| 1981    | NKK                                                           | 2 - 0                                                         | Yomiuri Soccer Club                                           | Estadi Olímpic de Tòquio                                      | 1569                                                          |
| 1982    | Yamaha Motor Company                                          | 0 - 0 (1-0)                                                   | Fujita Industries                                             | Estadi Olímpic de Tòquio                                      | 1567                                                          |
| 1983    | Nissan Motor Company                                          | 2 - 0                                                         | Yanmar Diesel                                                 | Estadi Olímpic de Tòquio                                      | 1565                                                          |
| 1984    | Yomiuri Soccer Club                                           | 2 - 0                                                         | Furukawa Electric FC                                          | Estadi Olímpic de Tòquio                                      | 1476                                                          |
| 1985    | Nissan Motor Company                                          | 2 - 0                                                         | Fujita Industries                                             | Estadi Olímpic de Tòquio                                      | 1498                                                          |
| 1986    | Yomiuri Soccer Club                                           | 2 - 1                                                         | NKK                                                           | Estadi Olímpic de Tòquio                                      | 1612                                                          |
| 1987    | Yomiuri Soccer Club                                           | 2 - 0                                                         | Mazda Soccer Club                                             | Estadi Olímpic de Tòquio                                      | 1690                                                          |
| 1988    | Nissan Motor Company                                          | 3 - 2 (pr.)                                                   | Fujita Industries                                             | Estadi Olímpic de Tòquio                                      | 1786                                                          |
| 1989    | Nissan Motor Company                                          | 3 - 2                                                         | Yamaha Motor Company                                          | Estadi Olímpic de Tòquio                                      | 1737                                                          |
| 1990    | Matsushita Electric Industrial                                | 0 - 0 (penals 4 - 3)                                          | Nissan Motor Company                                          | Estadi Olímpic de Tòquio                                      | 1776                                                          |
| 1991    | Nissan Motor Company                                          | 4 - 2 (pr.)                                                   | Yomiuri Soccer Club                                           | Estadi Olímpic de Tòquio                                      | 1872                                                          |
| 1992    | Yokohama Marinos                                              | 2 - 1 (pr.)                                                   | Verdy Kawasaki                                                | Estadi Olímpic de Tòquio                                      | 2452                                                          |
| 1993    | Yokohama Flügels                                              | 6 - 2                                                         | Kashima Antlers                                               | Estadi Olímpic de Tòquio                                      | 2511                                                          |
| 1994    | Bellmare Hiratsuka                                            | 2 - 0                                                         | Cerezo Osaka                                                  | Estadi Olímpic de Tòquio                                      | 2792                                                          |
| 1995    | Nagoya Grampus Eight                                          | 3 - 0                                                         | Sanfrecce Hiroshima                                           | Estadi Olímpic de Tòquio                                      | 2800                                                          |
| 1996    | Verdy Kawasaki                                                | 3 - 0                                                         | Sanfrecce Hiroshima                                           | Estadi Olímpic de Tòquio                                      | (?)                                                           |
| 1997    | Kashima Antlers                                               | 3 - 0                                                         | Yokohama Flügels                                              | Estadi Olímpic de Tòquio                                      | 6107                                                          |
| 1998    | Yokohama Flügels                                              | 2 - 1                                                         | Shimizu S-Pulse                                               | Estadi Olímpic de Tòquio                                      | 6317                                                          |
| 1999    | Nagoya Grampus Eight                                          | 2 - 0                                                         | Sanfrecce Hiroshima                                           | Estadi Olímpic de Tòquio                                      | 6516                                                          |
| 2000    | Kashima Antlers                                               | 3 - 2 (pr.)                                                   | Shimizu S-Pulse                                               | Estadi Olímpic de Tòquio                                      | 6578                                                          |
| 2001    | Shimizu S-Pulse                                               | 3 - 2                                                         | Cerezo Osaka                                                  | Estadi Olímpic de Tòquio                                      | 6306                                                          |
| 2002    | Kyoto Purple Sanga                                            | 2 - 1                                                         | Kashima Antlers                                               | Estadi Olímpic de Tòquio                                      | 6418                                                          |
| 2003    | Jubilo Iwata                                                  | 1 - 0                                                         | Cerezo Osaka                                                  | Estadi Olímpic de Tòquio                                      | 6849                                                          |
| 2004    | Tokyo Verdy 1969                                              | 2 - 1                                                         | Jubilo Iwata                                                  | Estadi Olímpic de Tòquio                                      | 6685                                                          |
| 2005    | Urawa Red Diamonds                                            | 2 - 1                                                         | Shimizu S-Pulse                                               | Estadi Olímpic de Tòquio                                      | 5918                                                          |
| 2006    | Urawa Red Diamonds                                            | 1 - 0                                                         | Gamba Osaka                                                   | Estadi Olímpic de Tòquio                                      | 6390                                                          |
| 2007    | Kashima Antlers                                               | 2 - 0                                                         | Sanfrecce Hiroshima                                           | Estadi Olímpic de Tòquio                                      | 6161                                                          |
| 2008    | Gamba Osaka                                                   | 1 - 0 (pr.)                                                   | Kashiwa Reysol                                                | Estadi Olímpic de Tòquio                                      | 5948                                                          |
| 2009    | Gamba Osaka                                                   | 4–1                                                           | Nagoya Grampus                                                | Estadi Olímpic de Tòquio                                      |                                                               |
| 2010    | Kashima Antlers                                               | 2–1                                                           | Shimizu S-Pulse                                               | Estadi Olímpic de Tòquio                                      |                                                               |
| 2011    | FC Tokyo                                                      | 4–2                                                           | Kyoto Sanga FC                                                | Estadi Olímpic de Tòquio                                      |                                                               |
| 2012    | Kashiwa Reysol                                                | 1–0                                                           | Gamba Osaka                                                   | Estadi Olímpic de Tòquio                                      | 4,927                                                         |
| 2013    | Yokohama F. Marinos                                           | 2–0                                                           | Sanfrecce Hiroshima                                           | Estadi Olímpic de Tòquio                                      |                                                               |
| 2014    | Gamba Osaka                                                   | 3–1                                                           | Montedio Yamagata                                             | Estadi Internacional de Yokohama                              |                                                               |
| 2015    | Gamba Osaka                                                   | 2–1                                                           | Urawa Red Diamonds                                            | Estadi Ajinomoto                                              |                                                               |
| 2016    | Kashima Antlers                                               | 2–1 (pr.)                                                     | Kawasaki Frontale                                             | Estadi de futbol de Suita                                     |                                                               |
| 2017    | Cerezo Osaka                                                  | 2–1 (pr.)                                                     | Yokohama F. Marinos                                           | Estadi de Saitama                                             |                                                               |
| 2018    | Urawa Red Diamonds                                            | 1–0                                                           | Vegalta Sendai                                                | Estadi de Saitama                                             |                                                               |
| 2019    | Vissel Kobe                                                   | 2–0                                                           | Kashima Antlers                                               | Estadi Olímpic de Tòquio                                      |                                                               |
| 2020    | Kawasaki Frontale                                             | 1–0                                                           | Gamba Osaka                                                   | Estadi Olímpic de Tòquio                                      |                                                               |